# 2061 Anza
2061 Anza eller 1960 UA är en asteroid i huvudbältet som korsar Mars omloppsbana. Den upptäcktes 22 oktober 1960 av den amerikanske astronomen Henry L. Giclas vid Lowell-observatoriet. Den är uppkallad efter Juan Bautista de Anza.
Asteroiden har en diameter på ungefär 2 kilometer och den tillhör asteroidgruppen Amor.